# 管遹儀
管遹儀（1770年11月4日—1824年9月20日），字次汾，江蘇省常州府武進縣（今屬常州市）人，清朝政治人物。

## 生平
早年為貢生。以父管幹貞卒，授二品廕生。由廕生授布政使司理問。升福建興化府通判。歷署上洋同知、興化府同知、汀州府同知。道光二年（1822年），授臺灣府南路理番同知。四年（1824年）閏七月二十八日卒於任上，年五十五歲。以孫管元善官職貤贈朝議大夫。
| 前任： 蓋方泌 | 臺灣府海防兼南路理番同知 1822年上任 | 繼任： 杜紹祁 |

## 家庭及關聯
管遹儀屬武進華渡里管氏第二十五世。
- 祖父：管景賢（1714年－1738年），乾隆元年舉人。
- 祖母：溧陽史氏（1713年－1770年），誥贈夫人，旌表節孝，康熙六年進士翰林院編修史鶴齡曾孫女、瑞州府知府史隨孫女、雍正元年舉人安陸府同知史貽儉之女。
- 父：管幹貞（1734年－1798年），乾隆三十一年進士官至漕運總督。
- 母：溧陽史氏（1733年－1776年），管幹貞正室，誥封夫人，雍正元年舉人安陸府同知史貽儉孫女、史蒼之女。
- 繼母：史氏（1761年－1853年），管幹貞繼室，誥封夫人，福建莆田縣知縣史覲思之女。

- 管遹儀排行第二，另有一兄一弟一姊妹：
  - 管遹安（1757年－1799年），監生，官至河南汲縣知縣。娶杭州徐氏，候選州同知徐嘉瑞之女。
  - 管遹羣（1791年－1843年），道光三年進士，官至浙江巡撫。娶吳氏，嘉慶元年進士江西巡撫吳光悅之女。
  - 姊妹一，適廕生刑部福建司員外郎山東諸城劉錫朋，乾隆十六年進士大學士劉墉之子。

### 妻妾
- 正室：溧陽史氏（1768年－1797年），貤贈恭人，贈知府史汝楫之女。
- 繼室：須氏（1780年－1857年），貤贈恭人，理問銜須佩聲之女。
- 無側室。

### 子女
- 無本生子女。
- 嗣子：管貽棻，弟管遹羣之次子入嗣。
- 嗣孫：管元善，貽棻子，官至福建臺灣省臺北府知府。